# Жінки в чорному
Жінки в чорному (англ. Women in Black; івр. נשים בשחור Нашим ба-шахор) — міжнародна мережа жінок, які діють в ім'я миру, справедливості, виступають проти несправедливості, воєн, мілітаризму та інших форм насильства. Важливим фокусом уваги «Жінок у чорному» є військова політика урядів різних держав.

## Історія
Ініціатива, що вперше виникла 1988 року у відповідь на порушення прав людини ізраїльськими солдатами на окупованих територіях, об'єднала ізраїльтянок, які виходили щоп'ятниці в центр Єрусалиму, одягнені в чорне, щоб ушанувати пам'ять жертв збройного конфлікту. Поступово ця акція поширилася на інші міста Ізраїлю: щотижня жінки виходили на головні площі або розв'язки великих магістралей, щоб висловлюватися проти окупації. Спочатку рух не став приймати жодної спільної програми, крім антивоєнного протесту і був досить різноманітними за політичними поглядами.
Локальні групи діяли автономно, зокрема й щодо включення/невключення чоловіків у свої акції. У пік першої палестинської інтифади в країні проходило одночасно 30 пікетів. Їх кількість істотно скоротилася після Угод в Осло 1993 року, коли багато хто вважав, що мир з Палестиною ось-ось буде укладено, і знову зросла, коли внаслідок нових епізодів насильства виявилося, що ці очікування передчасні.
Перші подібні ініціативи в інших країнах спочатку виникли як акції солідарності з ізраїльською групою, а потім почали організовуватися на підтримку інших соціальних та політичних вимог. Найпомітнішою була група «Жінок у чорному» з колишньої Югославії, які в 1990-х роках виступали проти національної ворожнечі, ненависті і кровопролиття, часто стаючи об'єктами нападу націоналістів.
Попри те, що в кожній акції цілі та дії визначаються самостійно, ініціативні групи по всьому світу підтримують зв'язок та проводять міжнародні зібрання. Найпоширеніша тактика акіонізму полягає в тому, що учасниці стають разом у різних громадських місцях і зберігають мовчання, якщо з ними не заводять розмову перехожі. Іноді ці розмови переростають у бурхливі дискусії та суперечки.
Ініціатива «Жінок у чорному» також проходила Росії: 1994 року група жінок, серед яких співробітниці відомих петербурзьких правозахисних організацій, вийшла до Казанського Собору та Двірцевої площі, щоб виступити проти каральних дій російських військ у Чечні.